# Mira (Cuenca)
Pour les articles homonymes, voir Mira.
Mira est une commune d'Espagne, dans la province de Cuenca, communauté autonome de Castille-La Manche.

## Géograpgie
- La grotte Santa del Cabriel